# La Guardiola (Sant Martí de Riucorb)
La Guardiola és una muntanya de 518 metres que es troba al municipi de Sant Martí de Riucorb, a la comarca catalana de l'Urgell.